# Comissió Internacional d'Estratigrafia
La Comissió Internacional d'Estratigrafia (International Commission on Stratigraphy, ICS) és el cos científic més gran dins de la Unió Internacional de Ciències Geològiques (IUGS). És també l'única organització que s'ocupa de l'estratigrafia a escala global. Un dels seus objectius principals és l'establiment d'una escala estratigràfica estàndard i aplicable globalment, cosa que procura aconseguir a través de les contribucions coordinades d'una xarxa de subcomissions i grups de treball amb un mandat específic.
L'ICS i els seus experts estratígrafs promouen i coordinen la cooperació internacional a llarg termini. El seu sis objectius científics estatutaris són:
- l'establiment i publicació d'una escala de temps geològica estàndard i global i la preparació i publicació de mapes de correlació globals, amb notes explicatives,
- la compilació i manteniment d'un centre de base de dades estratigràfica per a la globalitat de les ciències de la terra,
- la unificació de la nomenclatura cronoestratigràfica regional amb l'organització i documentació d'unitats estratigràfiques en una base de dades global,
- la promoció d'educació en mètodes estratigràfics, i la disseminació de coneixement estratigràfic,
- l'avaluació de mètodes estratigràfics nous i la seva integració a una estratigrafia multidisciplinària, i
- la definició de principis de classificació estratigràfica, terminologia i procediment i la seva publicació en guies i glossaris.

La Comissió Internacional d'Estratigrafia (ICS) té aproximadament 400 membres titulars, amb més de 2.000 estratígrafs que participen en les seves moltes activitats a escala mundial.